# The Dragons of Camelot
Pour plus de détails, voir Fiche technique et Distribution.
Dragons of Camelot est un film d'action et fantastique américain réalisé par Mark L. Lester, sorti en 2014. Il s’inspire de la légende du roi Arthur et des Chevaliers de la Table ronde.

## Synopsis
Après la mort du roi Arthur, le château de Camelot est plongé dans les ténèbres, car sa cruelle demi-sœur, la sorcière Morgane, s'empare du pouvoir par la force. Nul n'ose s'opposer à elle, car elle contrôle trois dragons monstrueux. Galahad se rend compte qu'il doit retrouver son père, Lancelot, qui vit en exil depuis des années. Ce n’est qu’avec son aide qu’il pourra retourner à Camelot, vaincre Morgane et ses dragons et sauver la reine Guenièvre et Merlin. Galahad, Lancelot, Perceval et les autres Chevaliers de la Table ronde entreprennent un périlleux voyage dans un paysage chaotique où le danger les guette à chaque pas, traqués par la maléfique Morgane qui semble bien décidée à les pourchasser jusqu’au bout du monde.

## Distribution
- Alexandra Evans : Dindrane
- Mark Griffin : Lancelot
- James Nitti : Galahad
- Sandra Darnell : Morgan Le Fay
- Tom Latimer : Bors
- Selina Giles : Guenièvre
- Andrew Jarvis : Merlin
- Craig Ryder : Perceval
- Nick Cornwall : Gauvain
- William Huw : Le roi Arthur
- Dylan Jones : Tybalt
- Simon Blood DeVay : Gaius
- Andy Butcher : Sire Brolin
- Gwilym B. Hannaby Ap Ionas : Sire Ekhart
- Vin Hawke : Sire Kay
- Kristoffer Hughes : Paysan
- Lisa Kalafusz : La femme du paysan
- Bryony Jones : Jeune fille à gros seins[1]

## Production
Le tournage du film a eu lieu au Pays de Galles septentrional, au Royaume-Uni.